# U 24 (Kriegsmarine)
De U 24 was een Duitse U-boot van de Kriegsmarine tijdens de Tweede Wereldoorlog. Hij was een Type IIB U-boot en deed dienst van 1936 tot 1944. Gedurende negentien patrouilles bracht de U 24 vijf oorlogsschepen tot zinken met een tonnage van in totaal 537 BRT plus een schip met 961 ton, en beschadigde een schip van 7.661 ton. Een ander schip met 7.866 BRT werd als total loss opgegeven. Twaalf commandanten voerden het bevel over de U 24. In augustus 1944 werd de boot door de bemanning tot zinken gebracht nabij de Roemeense kust.

## Bouw en tewaterlating
De kiel werd gelegd op de Krupp Germaniawerf in Kiel op 21 april 1936. De tewaterlating gebeurde op 24 september 1936 en een maand later nam Oberleutnant zur See Heinz Buchholz hem in dienst.

## Eerste oorlogsjaar
Vanaf de indienststelling tot 10 oktober 1936 was de U 24 ingedeeld als reserve- en operationele boot bij de Unterseebootsflottille Weddigen. Na de reorganisatie van de U-flottieljes was de U-boot tot 30 april 1940 in Kiel als frontboot deel van het 1. Unterseebootsflottille. In totaal voerde de boot acht patrouilles uit in de Noordzee, alleen resulterend in het tot zinken brengen van de Britse Carmarthen Coast (door zeemijnen).

## Trainingsboot
Vanaf 1 mei 1940 werd de boot ingezet als een trainingsboot bij de 1. U-Ausbildungs-Flottille. Vanaf 1 juli 1940 kwam de boot uiteindelijk als opleidingsboot bij het  21. Unterseebootsflottille in Pillau, waar ze tot zijn ontmanteling op 1 mei 1942 bleef.

## Verplaatsing naar de Zwarte Zee
De boot werd vervolgens overgeplaatst naar de Zwarte Zee. Om hier te geraken werd de U 24 (samen met vijf andere U-boten) op ongebruikelijke wijze door de Kriegsmarine verplaatst: de U-boten werden via binnenwateren en een stuk over de weg tot de rivier de Donau naar de Roemeense haven van Constanța vervoerd.
De U 24 was de eerste van de zes Duitse U-boten die op 14 oktober 1942 weer in dienst werd gesteld op de Roemeense Donauwerf in Galați. De boot ging daarna via de Donaudelta en de Zwarte Zee naar de U-bootbasis in Constanța en kwam hier onder het 30. Unterseebootsflottille. De patrouilles waren gericht tegen de Sovjet Zwarte Zeevloot. Naast de reguliere patrouilles, was het flottielje ook in actie rond het Koebanbruggenhoofd, de Krim en met name rond Sebastopol in april en mei 1944.
De U 24 voerde in de Zwarte Zee totaal twaalf patrouilles uit.

## Ondergang
De U 24 werd door de bemanning zelf tot zinken gebracht op 25 augustus 1944 in de Zwarte Zee bij Constanța, in positie 44° 12′ 0″ NB, 28° 41′ 0″ OL, na zwaar beschadigd te zijn geraakt tijdens een Sovjet-luchtaanval op 20 augustus 1944.
Het wrak werd in het voorjaar van 1945 door de Sovjets gelicht en total loss verklaard. Uiteindelijk werd de boot tot zinken gebracht op 26 mei 1947 door een torpedo van de Sovjet-onderzeeër M-120 voor de kust van Sebastopol.

## Commandanten
- 3 juli 1937 – 30 september 1937	  :	Oblt. Heinz Buchholz
- 8 oktober 1937 – 17 oktober 1939	  :	Kptlt. Udo Behrens
- 18 oktober 1939 – 29 november 1939:	  	Kptlt. Harald Jeppener-Haltenhoff
- 30 november 1939 – 21 augustus 1940	:  	Oblt. Udo Heilmann
- 22 augustus 1940 – 10 maart 1941	  :	Oblt. Dietrich Borchert
- 11 maart 1941 – 31 juli 1941	  :	Oblt. Helmut Hennig
- 1 augustus 1941 – 18 april 1942:	  	Oblt. Hardo Rodler von Roithberg
- mei 1942 – oktober 1942: onbekend
- 14 oktober 1942 – 17 november 1942:	  	Oblt. Klaus Petersen
- 18 november 1942 – 15 april 1943	  :	Oblt. Clemens Schöler
- 16 april 1943 – 7 april 1944	  :	Kptlt.  Klaus Petersen
- 7 april 1944 – juli 1944	  :	Oblt. (R)  Martin Landt-Hayen
- juli 1944 – 25 augustus 1944	  :	Oblt. Dieter Lenzmann